# Office National de l'Etat Civil et de l'Identification (Côte d'Ivoire)
 (novembre 2024).
La mise en forme du texte ne suit pas les recommandations de Wikipédia : il faut le « wikifier ».
Les points d'amélioration suivants sont les cas les plus fréquents. Le détail des points à revoir est peut-être précisé sur la page de discussion.
- Les titres sont pré-formatés par le logiciel. Ils ne sont ni en capitales, ni en gras.
- Le texte ne doit pas être écrit en capitales (les noms de famille non plus), ni en gras, ni en italique, ni en « petit »…
- Le gras n'est utilisé que pour surligner le titre de l'article dans l'introduction, une seule fois.
- L'italique est rarement utilisé : mots en langue étrangère, titres d'œuvres, noms de bateaux, etc.
- Les citations ne sont pas en italique mais en corps de texte normal. Elles sont entourées par des guillemets français : « et ».
- Les listes à puces sont à éviter, des paragraphes rédigés étant largement préférés. Les tableaux sont à réserver à la présentation de données structurées (résultats, etc.).
- Les appels de note de bas de page (petits chiffres en exposant, introduits par l'outil «  Source ») sont à placer entre la fin de phrase et le point final[comme ça].
- Les liens internes (vers d'autres articles de Wikipédia) sont à choisir avec parcimonie. Créez des liens vers des articles approfondissant le sujet. Les termes génériques sans rapport avec le sujet sont à éviter, ainsi que les répétitions de liens vers un même terme.
- Les liens externes sont à placer uniquement dans une section « Liens externes », à la fin de l'article. Ces liens sont à choisir avec parcimonie suivant les règles définies. Si un lien sert de source à l'article, son insertion dans le texte est à faire par les notes de bas de page.
- La présentation des références doit suivre les conventions bibliographiques. Il est recommandé d'utiliser les modèles {{Ouvrage}}, {{Chapitre}}, {{Article}}, {{Lien web}} et/ou {{Bibliographie}}. Le mode d'édition visuel peut mettre en forme automatiquement les références.
- Insérer une infobox (cadre d'informations à droite) n'est pas obligatoire pour parachever la mise en page.

Pour une aide détaillée, merci de consulter Aide:Wikification.
Si vous pensez que ces points ont été résolus, vous pouvez retirer ce bandeau et améliorer la mise en forme d'un autre article.
L'Office National de l'Etat Civil et de l'Identification , abrégé ONECI, a été créé en 2019 par le décret n° 2019-458 du 22 mai 2019. La création de l'ONECI par la Côte d'Ivoire marque sa volonté de maîtriser sa population à travers diverses lois et structures chargées de la mise en œuvre des projets d'identification des personnes.

## Historique
L'Office National de l'Etat Civil et de l'Identification (ONECI) a été créé en 2019 par le décret N° 2019-458 du 22 mai 2019 en lieu et place de l'Office National de l'Identification (ONI) dissout conformément au décret N°2019-459 du 22 mai 2019. Organisé sous la forme d'une agence d'exécution, l'ONECI est créé pour mieux répondre aux exigences de la politique de modernisation de l’état civil, de l’identification des nationaux et des étrangers ainsi que du suivi des flux migratoires,. Sa création va concourir à accélérer le processus d’opérationnalisation du registre national des personnes physiques.
L'agence est placée sous la tutelle technique du Ministre chargé de l’administration du territoire et sous la tutelle financière du Ministre chargé du portefeuille de l’Etat.

## Mission
L’ONECI a pour mission principale de mettre en œuvre la politique nationale de l’Etat civil, de l’identification, de l’immigration et de l’émigration ainsi que la production des titres sécurisés,.

## Objectif
Les objectifs assignés à l'Office national de l'Etat civil et de l'identification (ONECI) sont la mise en œuvre de la politique de l'état civil en liaison avec les officiers, les agents d'état civil et les autorités judiciaires, ainsi que l'identification des personnes résidant en Côte d'Ivoire,.
Selon le site officiel, l’ONECI propose plusieurs produits selon le profil du demandeur : 
Pour les nationaux
- Carte nationale d’identité (CNI)
- Certificat de résidence
- Demande de Numéro National d’Identification (NNI)

### Pour les non-nationaux (hors CEDEAO)
- Carte de Résident
- Titre provisoire de résidence

Elle propose également des services en ligne pour suivre ou initier des démarches :
- Service VIP, aide au suivi de dossier, déclaration de perte ou modification de titres, etc